# Айя, Уилсон Ндоло
Уилсон Ндоло Айя (англ. Wilson Ndolo Ayah; 29 апреля 1932, Кисуму, Британская Восточная Африка — 16 марта 2016, Найроби, Кения) — кенийский государственный деятель, министр иностранных дел Кении (1990—1993).

## Биография
Окончив школы Нгере и Масено, получил высшее образование в Университете Макерере в Кампале и Висконсинского университета в Мадисоне (США) с присуждением степени магистра в области сельской социологии.
На выборах в декабре 1969 г. впервые был избран в парламент от Африканского национального союза Кении, однако в 1974 г. потерпел поражение.
Затем он стал членом правления Национальной строительной корпорации (National Construction Corporation). С 1976 по 1978 г. являлся председателем государственной компании Catering Levy Trustees, подчиненной министерству туризма и ответственной за сбор платежей за питание и продовольственное обеспечение. В апреле 1978 г. он также вошел в состав Консультативного совета по труду.
На выборах 1983 г. был вновь избран в парламент, потерпев поражение в 1992 г., он до 1997 г. оставался назначенным членом Национальной ассамблеи.
Неоднократно входил в состав кенийского правительства:
- 1987—1988 гг. — министр науки, исследований и технологий,
- 1988—1990 гг. — министр водных ресурсов,
- 1990—1993 гг. — министр иностранных дел и международного сотрудничества. Находясь еа этом посту, он обвинил американского посла Смита Хемпстоуна в попытке свергнуть правительство арапа Мои и поддержке оппозиции в попытке детализировать ситуацию в стране. Он охаракетризовал Хемпстоуна как расиста и выразил сожаление по поводу того, что президент США Буш назначил его на должность посла в Кении,

Затем он был министром транспорта и коммуникаций, а также исполнял обязанности казначея Африканского национального союза Кении.
После прекращения депутатских полномочий в 1997 г. стал первым генеральным директором созданной телекоммуникационной компании Safaricom и превратил ее в крупнейшую отраслевую компанию в Восточной Африке.
В 2001 г. против него был подан иск в Апелляционный суд Кении о возврате кредита Национальному банку Кении.